# Mystacoleucus chilopterus
Mystacoleucus chilopterus és una espècie de peix cipriniforme de la família dels ciprínids.

## Morfologia
Els mascles poden assolir els 9,1 cm de longitud total.

## Distribució geogràfica
Es troba a la península de Malaca, incloent-hi els rius Chao Phraya, Maeklong i Mekong.